# Ramón Menéndez Pidal
Ramón Menéndez Pidal (La Coruña, 13 de marzo de 1869-Madrid, 14 de noviembre de 1968) fue un filólogo, historiador, folclorista y medievalista español. Creador de la escuela filológica española, fue un miembro erudito de la generación del 98.
Fue marido de la filóloga María Goyri, padre de la pedagoga Jimena Menéndez-Pidal, abuelo del filólogo Diego Catalán Menéndez-Pidal, tío abuelo del académico de la historia Faustino Menéndez Pidal de Navascués, hermano del pintor Luis Menéndez Pidal, y primo del político Pedro Pidal y de la santa de la Iglesia católica Maravillas de Jesús.

## Biografía

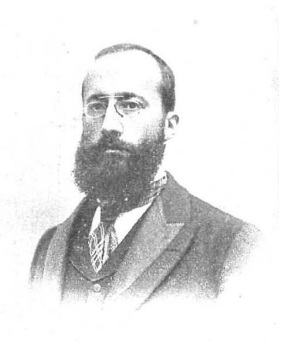
Fotografía de Ramón Menéndez Pidal (c. 1902), realizada por Christian Franzen.

Nacido en La Coruña, fue bautizado el 18 de marzo de 1869 en la iglesia parroquial colegiata de Santa María del Campo de la Coruña con los nombres de Ramón Francisco Antonio Leandro. Era hijo de padres asturianos: el magistrado Juan Menéndez Fernández, natural de Pajares, y de Ramona Pidal, natural de Villaviciosa, y hermano de Juan y Luis. Por vía materna, era sobrino de los políticos Luis Pidal y Mon y Alejandro Pidal y Mon. Cuando contaba trece meses su padre se trasladó a Oviedo, destituido como magistrado por no jurar la Constitución de 1869; en esta ciudad vivió hasta los siete años, cuando su padre fue rehabilitado en el cargo y destinado a Sevilla. A los diez años se examinó para ingresar en el Instituto Bachiller Sabuco de Albacete, ciudad a la que había sido destinado su padre como magistrado; en dicho instituto inició la Segunda Enseñanza, que prosiguió en Burgos (segundo curso) y Oviedo (tercero y cuarto). En 1883 se encuentra en el Instituto Cardenal Cisneros de Madrid. A este período de su formación le llamó Ramón Menéndez Pidal «su castellanización», según escribió Carmen Conde en 1969, porque sus «condiscípulos se burlaban de los asturianismos de su habla». Aunque Ramón siempre fue consciente y fiel a su tierra, el hecho de que en Asturias se iniciase su vocación científica e intelectual hizo que llegase a considerar su nacimiento en La Coruña como un hecho accidental. Siempre conservó en su habla numerosos asturianismos y un ligero acento asturiano. No hay duda de su amor por Asturias y concretamente por la tierra lenense, por lo que llegó a decir: «Yo también soy de Pajares, aunque nací en La Coruña». 
Después estudió en la Universidad de Madrid, donde fue discípulo de Marcelino Menéndez Pelayo y, en 1899, obtuvo la cátedra de Filología Románica de la Universidad de Madrid, que habría de conservar hasta su jubilación, en 1939. Ese 1899, el 28 de octubre, ingresó en la Real Biblioteca no como personal de plantilla, sino como "auxiliar temporero" para la elaboración del Catálogo de manuscritos, tras la aparición exitosa del Catálogo de Crónicas Generales de España (1898) de la misma que tuvo a su cargo. Permaneció vinculado como tal a la Real Biblioteca hasta el 5 de abril de 1911, aunque estuvo ausente durante varios períodos por diversos viajes europeos y americanos. Destacó el ocasionado por ser comisario general en el laudo arbitral de la cuestión de límites entre Ecuador y Perú, tras ser designado comisario por Alfonso XIII en 1904. Durante su labor en la Real Biblioteca no se dio conclusión al Catálogo de manuscritos, anhelado por su director, si bien la misma fue fundamental para su tarea con respecto a fijar las fuentes históricas de España a partir de la cronística, y estudió con fruto los cancioneros y romanceros manuscritos que en ella se custodian.
En 1900 se casó con María Goyri, la primera mujer que hizo estudios oficiales y los terminó en la Facultad de Filosofía y Letras (1896). En su viaje de novios descubrieron ambos la persistencia del Romancero español como literatura oral y empezaron a recoger muchos romances en sucesivas excursiones por tierras de Castilla la Vieja. Elegido para la Real Academia Española en 1901, su maestro Menéndez Pelayo pronunció el discurso de acogida.
Una vez terminada su labor y firmada la aceptación del arbitraje entre Ecuador y Perú por la cuestión de límites, pudo viajar por otros países hispanoamericanos para estudiar en ellos el Romancero tradicional español que aún pervivía. El 16 de junio de 1910 fue nombrado presidente del Comité Directivo de la Residencia de Estudiantes, creada el 6 de mayo del mismo año. El 2 de marzo de 1915 fue confirmado en el cargo de director del Centro de Estudios Históricos, que venía ejerciendo desde su creación. El 21 de mayo de 1926 fue elegido vicepresidente primero de la Junta para Ampliación de Estudios; todas estas instituciones se hallaban relacionadas con los principios propugnados por la Institución Libre de Enseñanza y, de hecho, una de sus hijas fue la pedagoga Jimena Menéndez-Pidal Goyri, fundadora del centro de enseñanza Colegio Estudio, cuyo ideario recogería el espíritu de la ILE.
En 1925 fue elegido director de la Real Academia Española. Durante la guerra civil española decidió salir de España y vivió en Burdeos, Cuba, Estados Unidos y París. En septiembre de 1937 inauguró sendos cursos en la Columbia University sobre «La historia de la lengua española» y «Los problemas de la épica y el romancero». En Burdeos, urgido por la guerra civil española, empezó a escribir la Historia de la lengua española, obra póstuma publicada en 2005 al cuidado de Diego Catalán Menéndez-Pidal. En 1939 cesó como director de la Real Academia Española en señal de protesta ante las decisiones que el poder político tomó sobre la situación de algunos de sus miembros; sin embargo, volvió a ser elegido director en 1947 y siguió en este cargo hasta su muerte, no sin conseguir, como pretendía anteriormente con su dimisión, que los sillones de académicos exiliados permanecieran sin cubrir hasta que fallecieran. El 31 de mayo de 1950 fue nombrado hijo adoptivo de Burgos con apoyo ministerial, obligatorio por orden circular de 20 de julio de 1939.

## Obra
En 1893 la Real Academia Española premió un estudio suyo sobre la gramática y vocabulario del Poema del Çid, que publicó años después. Su primer libro importante fue La leyenda de los infantes de Lara (1896), un estudio exhaustivo de la leyenda y de su transmisión hasta el siglo XX cuya importancia derivaría de ser el germen de su intento ulterior de explicar la totalidad de la primitiva épica medieval castellana, entonces descuidada por la crítica. Su tesis se resume en el origen oral, anónimo y fragmentario de los cantares de gesta. Siguió desarrollando su tesis en la edición de su tesis doctoral: Cantar del Mío Cid: texto, gramática y vocabulario (1908–1912), edición paleográfica acompañada de importantes notas eruditas, que pese a todo han sido revisadas por la crítica actual.

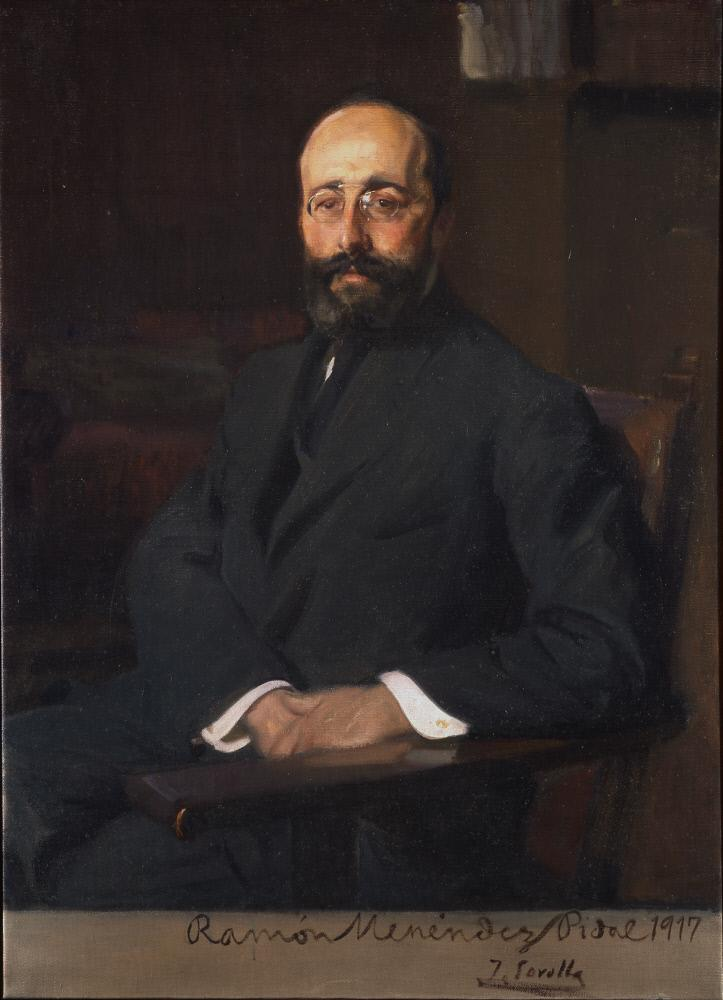
Ramón Menéndez Pidal, por Joaquín Sorolla (1917), Hispanic Society of America, Nueva York.

Reconstruyó además la gramática de la época a partir del material lingüístico de esta obra, lo que sentaba las bases de su fundamental Gramática histórica. Por esta obra recibió un premio de la Real Academia de la Historia.
En 1899 ganó la cátedra de Filología Románica de la Universidad Central, que desempeñó hasta su jubilación en 1939. Desde la cátedra y desde el Centro de Estudios Históricos, institución vinculada al krausismo de la Institución Libre de Enseñanza, del que fue nombrado director en 1910, impulsó la Institución para convertirla en precursora de lo que sería el Consejo Superior de Investigaciones Científicas, fundado en 1939, nada más acabar la guerra, para impulsar las tareas científicas desde el propio Estado. Con su labor académica y en el CEH, educó a toda una generación de filólogos españoles: Tomás Navarro Tomás, Américo Castro, Dámaso Alonso, Rafael Lapesa y Alonso Zamora Vicente, entre otros que en gran parte marcharon al exilio al acabar la Guerra Civil. En 1925, al cumplirse las bodas de plata de su profesorado, sus discípulos y amigos le ofrecieron un Homenaje consistente en tres volúmenes de estudios en los que colaboraron 135 autores españoles y extranjeros.
En 1902 ingresó en la Real Academia Española con un discurso sobre El condenado por desconfiado de Tirso de Molina. En 1904 publicó su muy reimpreso Manual de gramática histórica española, que se ha ido puliendo y enriqueciendo en ediciones posteriores. De 1906 es la publicación de «El dialecto leonés», impreso en la Revista de Archivos, Bibliotecas y Museos. En 1912 ingresó en la Real Academia de la Historia con un discurso sobre La Crónica General que mandó componer Alfonso X. En 1914 fundó la Revista de Filología Española, que publicó como anexos las obras que en aquellos días escribían principalmente sus discípulos Navarro Tomás, Rodolfo Lenz, Wilhelm Meyer-Lübke o él mismo, y que supuso un auténtico rescate del hispanismo de las manos extranjeras en las que hasta entonces había estado. En ella publicó estudios sobre Elena y María, los restos del Cantar de Roncesvalles o sobre el vocalismo en la toponimia ibérica. La Revista de Filología Española se siguió publicando durante la guerra civil al cuidado de Rafael Lapesa hasta el tomo 24, correspondiente al año 1937, bajo la supervisión de Tomás Navarro Tomás y dirección de Emilio Alarcos García, aunque sufrió algún retraso por falta de papel para su impresión en los talleres de Hernando. El Centro de Estudios Históricos permaneció activo al menos durante el año 1937, abriéndose una sección en Valencia en la Casa de la Cultura donde trabajaban Dámaso Alonso, Emilio Alarcos García y Antonio Rodríguez Moñino, además de varios becarios y los extranjeros Bonfante y Rosenblat. Menéndez Pidal por su parte, aprovechó la ocasión para salir de España y por eso, en 1938 el Gobierno de la II República le cesó como director del Centro de Estudios Históricos «por abandono del servicio» mientras estaba dando un curso en la Columbia University de Nueva York. Sobre este tema, hay en las memorias de Manuel Azaña una nota amarga sobre la estancia de Menéndez Pidal en Nueva York, donde al parecer dio una conferencia en el Centro Italiano de esa ciudad. 

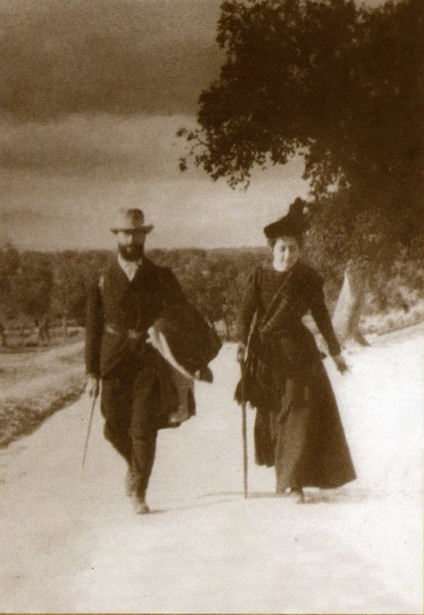
Ramón Menéndez Pidal y María Goyri en 1900, haciendo la ruta del Cid en su viaje de bodas. Archivo Digital Ramón Menéndez Pidal.

Ese mismo año el Gobierno de Franco suprimió la Junta para la Ampliación de Estudios y el Centro de Estudios Históricos pues se estaba gestando el inminente Consejo Superior de Investigaciones Científicas. En el verano de 1938, Menéndez Pidal se trasladó a París, y hasta el 4 de julio de 1939 no se le concedió permiso para regresar a Madrid con su familia, puesto que pesó sobre él un expediente de depuración que se sobreseyó cuando cumplió ochenta y tres años. El tomo 25 de la Revista de Filología Española apareció el año 1941, figurando como fundador Ramón Menéndez Pidal, pero en vez de depender del Centro de Estudios Históricos, pertenecía al recién creado Consejo Superior de Investigaciones Científicas. El nombre del Instituto siguió siendo el de «Instituto Antonio de Nebrija». En este número, entre otras firmas aparecen los nombres de Emilio Alarcos (padre), Dámaso Alonso, José María de Cossío, Vicente García de Diego, Manuel García Blanco, Francisco Rodríguez Marín, María Josefa Canellada, Alonso Zamora Vicente, Francesc de Borja Moll y Rafael Lapesa. Los discípulos de Menéndez Pidal, Amado Alonso y Alonso Zamora Vicente crearon sendas revistas de investigación filológica en Buenos Aires, el primero la Revista de Filología Hispánica y el segundo Filología.
En 1924, Ramón Menéndez Pidal publicó Poesía juglaresca y juglares, donde investiga los orígenes de la poesía en Castilla y su relación con las cortes nobiliarias, y reconstruye con diversos testimonios fragmentarios una de las primeras serranillas.
La epopeya castellana a través de la literatura española (1910), traducida por H. Merimée como L'Epopée castillane à travers la Littérature espagnole, demostró la persistencia de la tradición épica castellana por medio del romancero y el teatro clásico barroco español hasta la actualidad (de hecho, durante su viaje de novios, Menéndez Pidal se percató de que seguían recitándose romances de origen medieval entre el pueblo y se encargó de iniciar el estudio de esas manifestaciones orales de la épica, que no existen en ninguna otra cultura salvo en la yugoslava). En 1925 publicó un estudio histórico, La España del Cid (1929). Reliquias de la poesía épica española (1952); Romancero hispánico (1953) y Poesía juglaresca y juglares, cuya última redacción corresponde a 1957.
Entre sus obras estrictamente filológicas se encuentran: Manual elemental de gramática histórica española (1904), sucesivamente ampliado y corregido, y cuya importancia deriva de haber implantado los métodos científicos en la Filología hispánica, Orígenes del español (1926), análisis de los primeros tiempos del castellano; Toponimia prerrománica hispana (1953) y El dialecto leonés (1906). También realizó diversos trabajos sobre estilística como La lengua de Cristóbal Colón y otros ensayos (1942), en que analiza las particularidades lingüísticas y estilísticas de Teresa de Ávila o Cristóbal Colón.
Muy interesado por el idioma vasco, también fue objeto de sus estudios filológicos y así publicó En torno a la lengua vasca 1962, siendo primero corresponsal y luego académico de número de la Real Academia de la Lengua Vasca. Públicamente expresó su preocupación por su futuro y defendió su protección, pidiendo para ella despertar afecto, así como para las demás lenguas de España.
Impulsó en 1935 el proyecto de redactar colectivamente una gran Historia de España, que hace poco se ha visto al fin culminada. Obras históricas suyas son La idea imperial de Carlos V (1938), así como la referente a fray Bartolomé de las Casas, a quien acusa de paranoico, recogida en El padre Las Casas. Su doble personalidad, Madrid: Espasa-Calpe, 1963.

### Obras
- Leyenda de los siete infantes de Lara (1896)
- Catálogo de las Crónicas Generales de España (1898)
- Antología de prosistas castellanos (1898)
- Antología de prosistas españoles (1899)
- Notas para el romancero del Conde Fernán González (1899)
- Poema de Yuçuf (1902)
- Manual elemental de gramática histórica española (1904)
- El dialecto leonés (1906)
- La epopeya castellana a través de la literatura española (1910)
- Cantar del mío Cid: texto, gramática y vocabulario (1908–1912)
- Orígenes del español (1926)
- Flor nueva de romances viejos (1928)
- La España del Cid (1929)
- La idea imperial de Carlos V (1938)
- El idioma español en sus primeros tiempos (1942)
- La lengua de Cristóbal Colón (1942)
- La lengua de Cristóbal Colón y otros ensayos (1942)
- Historia y epopeya de los orígenes de Castilla (1942)
- Historia del Cid (1942)
- Toponimia ibero-vasca en la Celtiberia (1950)
- Reliquias de la poesía épica española (1952)
- Toponimia prerrománica hispana (1952–1953)
- Romancero hispánico (1953)
- Toponimia prerrománica hispana (1953)
- Castilla, la tradición, el idioma (1955)
- Poesía juglaresca y juglares (última redacción de 1957)
- En torno a la lengua vasca (1962)
- El Padre Las Casas: su doble personalidad (1963)
- Crestomatía del español medieval (1965–1966)
- Historia de España (iniciada en 1935 y completada en 2004)

## Reconocimientos

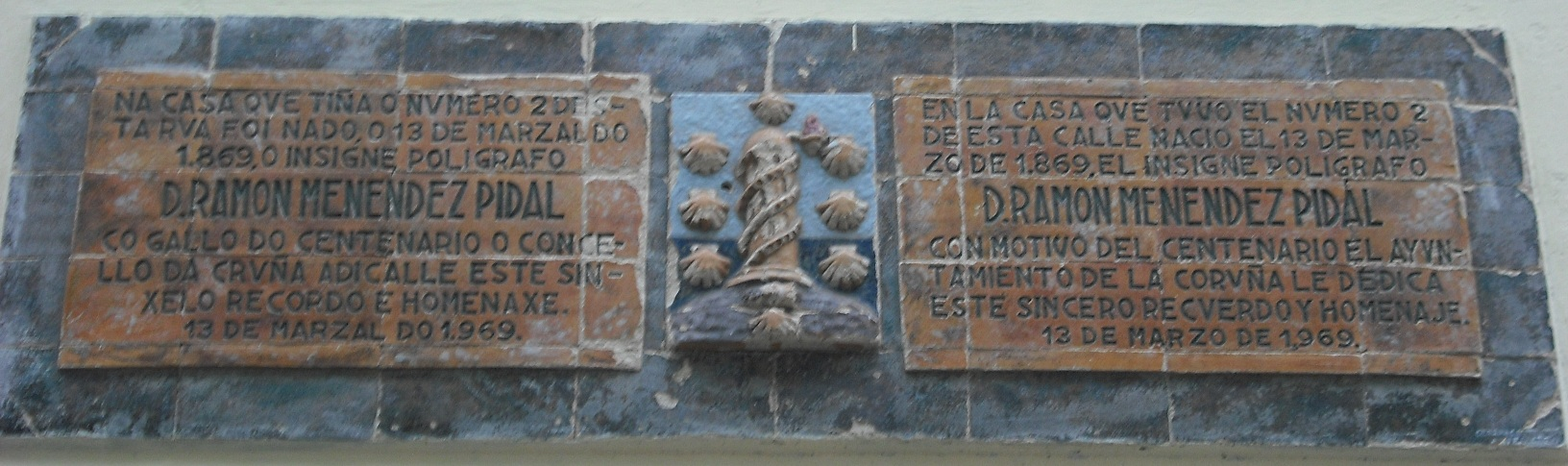
Placa conmemorativa del nacimiento de Menéndez Pidal, situada en la que fue su casa natal.

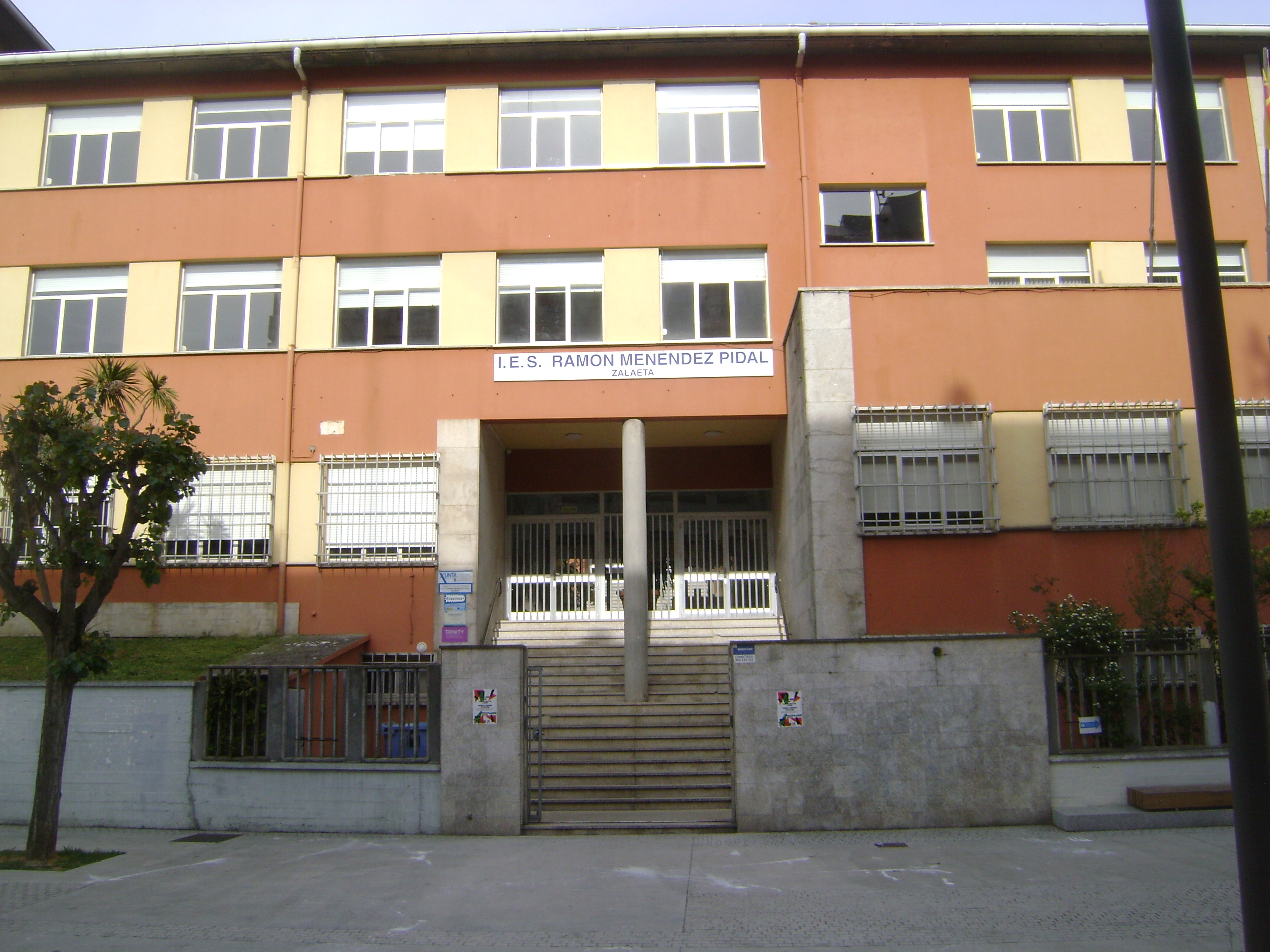
IES Menéndez Pidal situado en su ciudad natal.

En la actualidad distintos centros educativos españoles toman el nombre de Ramón Menéndez Pidal, entre los que se encuentran institutos de educación secundaria y bachillerato ubicados en Avilés, Gijón, Torrelavega (Cantabria), Tocina (Sevilla) y La Coruña, así como una escuela en Hospitalet de Llobregat. En su honor, se han nombrado distintas calles y plazas de Madrid, Valencia, Zaragoza, Oviedo, La Coruña, Huesca, Sevilla, Almería, Córdoba o Albacete. La biblioteca municipal del Concejo de Lena (Asturias) lleva su nombre desde su fundación en 1946, al acto de inauguración envió una carta de agradecimiento ante la imposibilidad de acudir en persona. 
Sobre la importancia del historiador, Jon Juaristi sentenció:

La figura de Ramón Menéndez Pidal, que, sin demasiada exactitud, se definió él mismo en alguna ocasión como «uno del noventa y ocho», encabezó las iniciativas fundamentales de la cultura española durante casi tres cuartos del siglo XX, no sólo en el ámbito de la lingüística, la historia literaria y la historiografía, sino también en el de la literatura de creación. Sin Menéndez Pidal no habríamos tenido un medievalismo digno de tal nombre, desconoceríamos o conoceríamos muy mal la historia de las lenguas peninsulares (no sólo la del español); las obras de Américo Castro (su secuaz díscolo) y, en buena parte, la de Ortega habrían resultado gravemente mermadas y, desde luego, la Generación del veintisiete no habría dado sus extraordinarios frutos ni en la poesía ni en la crítica. No fue un nacionalista deprimido ni belicoso. No necesitó serlo: español y liberal de una pieza, hizo suya la ética del trabajo auspiciada por los institucionistas y no escogió mal sus modelos históricos (ante todo, Alfonso X, el rey Sabio, creador del primer laboratorio humanístico occidental, acorde con su proyecto de un Renacimiento en lengua vulgar que se adelantó en más de dos centurias a las versiones vernáculas europeas de la vuelta a los clásicos). Si su obra fue manipulada por un nacionalismo con vocación totalitaria, es asimismo innegable que constituyó una referencia primordial para la reconstrucción de una razón ilustrada, auténticamente nacional y democrática, durante los años del franquismo, más fecundos de lo que suele reconocerse gracias a esforzadas empresas individuates o familiares como la que don Ramón sostuvo a lo largo de tres décadas que permitieron restablecer la continuidad con lo mejor de la cultura española anterior a la guerra civil.
ABC, 5 de junio de 2005

Recibió 151 nominaciones al Premio Nobel de Literatura. También tiene una calle con su nombre en la ciudad de Santander, por haber sido el primer rector de la Universidad Internacional Menéndez Pelayo.
Condecoraciones
- Collar de la Orden Civil de Alfonso X el Sabio (1959)[6]